# Боб (персонаж)
Бо́би — група людських клонів Роберта з мультсеріалу «Знайомтеся, Боб», що мають кожен по одній з його здібностей. 

## Історія
Коли Роберт намагався врятувати Тома, він потрапив під вплив свого ж винаходу — Ікса. Після цього Роберт отримав надзвичайні здібності, які потім по одній Том вклав в кожного клона. Весь сенс існування Бобів — це участь в експериментах які проводить Том, щоб нейтралізувати їх здатності і розшукати в розумі одного з них схему Ікса.
Також Бобами називають клонів Роберта з паралельних всесвітів через маленький інтелекти і схожі зовнішності.

## Характеристики

### Характер
Характер Бобів з одного боку однаковий — вони наївні, дурні, інфантильні і вважають за краще спокійне і рядове життя. Мабуть, знак уваги з боку Диктора для них має високе значення. Боби трохи боягузливі. Однак, в основному певні риси характеру у всіх різні (Джеймс Боб — холоднокровний, Ель Бобо любить увагу публіки, а Боб-перець злегка схильний до насильства). 

### Зовнішність
Базові Боби мають блакитну жилетку, темно-сірі штани, чорні очі і кучеряве темно-каштанове волосся. Однак, починаючи з другого сезону вони почали бути не схожими один на одного. У третьому сезоні Бобів в стандартній одязі дуже мало, в четвертому сезоні з'явилися всього два. Однак в п'ятому сезоні всі Боби одягнені в стандартний одяг.